# ユレダス
ユレダス（UrEDAS）とは、国鉄鉄道技術研究所（後の財団法人鉄道総合技術研究所）が開発した地震警報システムである。名称は、早期地震検知警報システム（地震動早期検知警報システム、英語: Urgent Earthquake Detection and Alarm System）の頭文字をとったもの。地震の際に即座に警報を発して被害を最小限に抑えるための安全管理システムである。運用対象には東海道新幹線を初めとする日本の新幹線があった。

## 略歴
- 1983年 - プロトタイプが完成。翌年、試験観測が開始[1]。
- 1989年頃 - 東海道新幹線で設置が始まる[2]。
- 1992年3月14日 - 東海道新幹線で「のぞみ」の運行開始から全面稼働[2]。
- 1995年4月28日 - 山陽新幹線の新大阪 - 西明石間で稼働開始[3]。
- 1996年11月28日 - 山陽新幹線全区間で全面稼働[3][4]。
- 1997年
  - システムアンドデータリサーチがコンパクトユレダスを開発、JR東日本で導入。翌年、盛岡以南の東北・上越・長野新幹線で実用化[5][2]。
  - 在来線への情報伝達を開始（在来線地震情報伝達システム）[2]。
- 2005年
  - 3月 - システムアンドデータリサーチがFREQL（フレックル）を開発[6]。
  - 8月 - 東海道新幹線で、JR東海がユレダスを改良した「テラス（TERRA-S[7]、東海道新幹線早期地震警報システム）」が導入される[8][9][10]。
- 2006年頃から - 新幹線のユレダス・コンパクトユレダスが、気象庁主導で鉄道総合技術研究所と共同開発した早期地震警報システム(EQAS)に置き換えられた。2007年3月までには、ユレダスを含む新幹線全線区の地震計は、鉄道総合技術研究所が開発した新地震計に更新された[2][11][12]。
- 現在は東京メトロでも使用されている。

## ユレダスの役割
鉄道関係では、運行中の列車を止める、減速させることで、被害を最小限に抑えることを目的としている。遠地の大地震の場合はこのタイムラグが大きいため、地震被害軽減に大きな効果が期待されている。
当初のユレダスは遠地の大地震を対象にしており、P波検知から警報までに3秒程度要していた。阪神・淡路大震災を契機に、システムアンドデータリサーチによってコンパクトユレダスが開発され、P波検知後1秒での警報が可能となった。2003年の三陸南地震や2004年の新潟県中越地震では、コンパクトユレダスがいち早く警報を発するとともに、最大加速度などの情報を発信している。
東京メトロのコンパクトユレダスは、同様の動作原理に基づく後継機種であるFREQL(フレックル)に置き換えられている。フレックルは、最短0.1秒で1波警報を発信することができるオンサイトの迅速な警報装置として、全国の各種工場など産業施設の地震時の安全目的に利用されている。また、フレックルの可搬型はハイパーレスキューなどの災害救援活動を支援する機器として利用されている。

## ユレダスの原理
ユレダスは一つの地点にて観測された地震波の初期微動（P波）の振動波形だけで、地震の震央位置（震源距離、深さと震央方位から推定する）・マグニチュードを、瞬時（ほぼリアルタイム）で推定し、必要と判断される地域にS波が来る前に警報を発信するシステムである。なお初動を感知できなくとも、地震動があらかじめ定めた規準値を超過した場合には、瞬時に警報を発信する。
ユレダスでは単独の3成分地震計とそれに連動した独立した演算器（コンピューター）により、以下の項目をリアルタイム処理する。ユレダスの地震波形処理の基本的な考え方は、リアルタイム処理にあり、波形を貯め込んでモデル関数にフィッティングするなどの間歇的な処理方法はとっていない。波形をデジタルサンプリングしてから次のサンプリングまでの間に、PS識別処理、卓越周期の推定、震央方位の推定、などすべての処理は終了している。
P波の識別
地震動を検知したとき、地震動の特徴を利用して、それがP波であるか、S波であるかを識別する。
マグニチュード{\displaystyle M}
P波初動の卓越周期Tより次式でマグニチュードを求める。当初、断層破壊時間を考慮して{\displaystyle M6}以上を対象に、初動周期を確定するのに3秒待ったが、断層破壊時間よりかなり早く卓越周期が安定することを見出した。現在は{\displaystyle M7}を超す程度までは1秒以下で十分確定できることがわかっている。
{\displaystyle M=a*logT+b}
震央方位
地震動の3方向成分より地震波動の到来する方向を「主成分分析法」によりリアルタイムで推定する。断層の進展状況をリアルタイムに追跡することも可能である。地震波動の地表への入射角もリアルタイム監視しているので、統計的に深さを推定することもできる。
{\displaystyle x(t)=(NS(t),EW(t),UD(t))^{t}}により定義される共有散行列{\displaystyle C=E[x(t)x^{t}(t)]}
すなわち地盤振動の３次元的オービットの長軸方向が震源の方位に相当する。
震源距離ほか
通常のマグニチュード推定では、マグニチュードは震源距離または震央距離と初動震幅から指定される。そこで、ユレダスでは、既に推定したマグニチュードと初動震幅から、震源距離を推定し、これと入射角より、震央距離と深さを推定している。
警報範囲の判断
「 {\displaystyle M-\Delta \quad } 図」により推定する。
{\displaystyle M-\Delta \quad } 図とは、既往の地震被害地点と震央近くの無被害地点のデータを集積し、これらを {\displaystyle (M,\Delta )} 座標系に落として、被害が発生する可能性が高い領域を {\displaystyle M} に対して明確にしたものである。
なお震源が浅い直下型地震の場合には、P波とS波の到達がほぼ同時となるため、このシステムでは大きな効果は期待しにくいが、例えば上越新幹線とき325号脱線事故の例のように、明らかに早期警報が大惨事を防止した例がある。普通、地震の深さが10km程度以上あること（中越地震では13km）を考えると、P波検知後1秒で警報が出せるコンパクトユレダスは、S波到来前に警報を出すことができる。さらに1,2秒経ってから本格的な地震動となるのが普通なので、数秒であるが効果は期待できる。2004年新潟県中越地震でも、とき325号への警報は大きく揺れ出す2秒～3秒前であったものと推測される。2秒～3秒で新幹線は100m～200m走行する。つまり被災したかも知れないところをそれだけ走行せずにすむ効果と、付近一帯の列車も止めるので、対向列車が突入する危険性を減じる効果は期待できる。

## 特許
- 発明の名称：地震動早期検知システム
  - 登録番号：特1291223
- 発明の名称：地震動早期検知システム
  - 登録番号：特1291229
- 発明の名称：地震動早期検知システム
  - 登録番号：特1285667
- 発明の名称：震央方位推定装置
  - 登録番号：特1610592
- 発明の名称：S波検出装置
  - 登録番号：特1636955
- 発明の名称：卓越周波数算出装置
  - 登録番号：特1610622

## 検知点（JR）
JR東日本は100箇所以上にも及ぶため、ここでは記載を省略する。
東海地震及び東南海地震に備え、JR東海の検知点は関東から近畿にかけての14か所に置かれている。
- 茨城県 西茨城
- 千葉県 富津
- 神奈川県 丹沢
- 静岡県 静岡・御前崎・下田
- 愛知県 奥三河
- 岐阜県 根尾・北恵那
- 京都府 舞鶴
- 三重県 伊勢・御在所
- 大阪府 金剛山
- 和歌山県 新宮

JR西日本の検知点は2004年現在5か所。
- 高知
- 宮崎県 延岡
- 鳥取
- 島根県 浜田
- 福岡